# واحد عبر، الثاني سقط (رواية)
واحد عبر الثاني سقط One Cross، Two Down هي رواية تشويق نفسي للكاتبة البريطانية روث ريندل. تمّ نشرها لأوّل مرّة عام 1971.  في عام 1976، تم تحويلها إلى فيلم يوميات الموتى من تأليف آرفين براون، آي سي رابوبورت، وبطولة جيرالدين فيتزجيرالد وهيكتور إليزوندو.

## الحبكة
ستانلي مانينغ هو عامل في محطّة بنزين في الأربعينيّات من عمره وهاوٍ في حل الكلمات المتقاطعة ويعيش مع زوجته فيرا وحماته مود. مود هي امرأة مسنّة مسيطرة تحتقر ستانلي باعتباره شخصًا لا يعمل بشكل جيّد، ويعتمد ذلك جزئيًّا على إدانته قبل مقابلة فيرا بتهمة سرقة امرأة عجوز. إنّهم يجعلون حياة فيرا غير سعيدة لأنّهم يتشاجرون كل يوم، ولكن عندما علموا أن مود لديه 20000 جنيه إسترليني (284.825 جنيهًا إسترلينيًا اعتبارًا من عام 2019، لكل تضخّم) مستحقّة في وصيّتها إلى فيرا، يخطّط ستانلي للتّعامل مع مود مرّة واحدة وإلى الأبد من خلال التّدخل في شؤون دوائها.
تسوءُ الأمور بشكلٍ كبير عندما تأتي إثيل صديقة مود للبقاء، وسرعان ما تصبح الكلمات المتقاطعة لستانلي هاجسًا وهو يحاول الحفاظ على هدوئه في مواجهة الخطر على عدّة جهات.